# Morelos I
O Morelos I (ex-Illhuica 1) foi o primeiro satélite de comunicação geoestacionário mexicano que fez parte da série de satélites de comunicações denominado de Morelos. Foi construído e lançado sob contrato dada pelo Ministério das Comunicações e Transporte ao grupo de espaço e comunicações da Hughes Aircraft. Pesando 645 em órbita o satélite fazia parte da primeira geração de satélites mexicanos, cuja construção começou em 1983. O satélite ocupou a posição orbital de 113,5 graus de longitude oeste, fazendo cobertura do território mexicano. O satélite foi baseado na plataforma HS-376.

## História
Em novembro de 1982, o México, em um passo importante para a unificação das áreas rurais e urbanas do país, ordenou a construção do seu primeiro sistema interno de satélite de comunicações da Hughes Aircraft Company. Os dois satélites Morelos (originalmente para serem chamados de Illhuica) são versões HS-376 da Hughes.
Pesando 512 kg em órbita o satélite fazia parte de uma série de satélites de comunicações mexicanos denominado de Morelos, e atualmente o Morelos I é apenas mais um lixo espacial inacessível.

## Lançamento
O satélite foi lançado com sucesso ao espaço no dia 17 de junho de 1985, às 11:33:00 UTC, abordo do ônibus espacial Discovery da NASA durante a missão STS-51-G, a partir do Centro Espacial Kennedy, na Flórida, EUA, juntamente com os satélites Telstar 303, Arabsat 1B e Spartan 101-F1. O satélite atingiu com sucesso a posição orbital de 113 graus de longitude leste.
Entrando em órbita geoestacionária em 17 de dezembro de 1985.

## Capacidade e cobertura
O Morelos I era equipado com 18 (mais 6 de reserva) transponders em banda C e 4 (mais 2 de reserva) em banda Ku para fornecer serviços de telecomunicações ao México.